# NGC 2459
NGC 2459 is een open sterrenhoop in het sterrenbeeld Kleine Hond. Het hemelobject werd op 26 december 1785 ontdekt door de Duits-Britse astronoom William Herschel.

## Telescopisch asterisme
De open sterrenhoop NGC 2459 bestaat uit slechts 5 sterren, en kan daarom gerangschikt worden in de lijst van telescopische asterismen.